# أندريا موهوروفيتشيتش
أندريا موهوروفيشيك (ولد عام 1857 بشهر يناير يوم 23 وتوفي عام 1936 بشهر ديسمر يوم 18) كرواتي الجنسية وكان أحد علماء الطقس والزلازل الملحوظين. ومن المعروف أنه كان وراء اكتشاف طبقة الموهو المسماة على اسمه ويعتبر واحدا من مؤسسي علم الزلازل الحديث.

## وصلات خارجية
- أندريا موهوروفيشيك
- المجتمع الجيوفيزيائي الكرواتي
- عمالقة العلوم الكرواتيين